# Munetaka Aoki
Aoki Munetaka (jap. 青木 崇高 Munetaka Aoki; ur. 14 marca 1980 w Osace) – japoński aktor. Zagrał Sanosuke Sagarę w adaptacji filmowej mangi Rurōni Kenshin. Jest żonaty z japońską aktorką i modelką Yūką.

## Filmografia

### Filmy
- Battle Royale II: Requiem (2003)
- Fly, Daddy, Fly (2005)
- Limit of Love: Umizaru jako Masaya Watanabe (2006)
- Hatsukoi jako Tetsu (2006)
- Tada, kimi o aishiteru jako Ryō Shirohama (2006)
- Tsubakiyama kachō no nanoka-kan jako Takuto (2006)
- Niji no megami (2006)
- Kayōkyokuda yo, jinsei wa (2007)
- Gin'iro no Season (2008)
- Nise-satsu jako Tetsuya Sada (2009)
- Oppai Volleyball jako Kenji Horiuchi (2009)
- Rise Up jako Seiichirō Yanagisawa (2009)
- Toki o kakeru shōjo jako Masamichi Hasegawa (2010)
- The Last message: Umizaru jako Masaya Watanabe (2011)
- Konzen tokkyū jako Michio Deguchi (2011)
- My Back Page jako Christ (2011)
- Harakiri: Śmierć samuraja jako Hikokurō Omodaka (2011)
- Rurōni Kenshin jako Sanosuke Sagara (2012)
- Ōgon o daite tobe jako King (2012)
- Sakurahime jako Gonsuke (2013)
- Rurōni Kenshin: Kyōto taika-hen jako Sanosuke Sagara (2014)
- Rurōni Kenshin: Densetsu no saigo-hen jako Sanosuke Sagara (2014)
- Higurashi no ki jako Shingo Mizukami (2014)
- Ōhi no yakata jako Makoto Kondō (2015)
- Strayer's Chronicle jako Akagi (2015)
- S – Saigo no keikan: Recovery of Our Future jako Katsuichirō Kurata (2015)
- Nihon de ichiban warui yatsura jako Kenji Kuribayashi (2016)
- Milczenie (2016)
- Mori no iru basho jako Iwatani (2018)
- Yūzai jako Barten Kosugi (2018)
- Kuru jako Daigo Tsuda (2018)
- Samurai Marathon jako Ueki Yoshikuni (2019)
- Asa ga kuru (2020)
- Ora ora de hitori igumo (2020)
- Nihon dokuritsu jako Hideo Kobayashi (2020)
- Rurōni Kenshin: Saishūshō – The Final jako Sanosuke Sagara (2021)
- Hokusai jako Takai Kōzan (2021)

### TV dramy
- H2 (TBS) (2005)
- Umizaru (odc. 1, Fuji TV) (2005)
- Tsunagaretaasu jako Ryūta Nakamichi (NHK) (2007)
- Honjitsu mo hare. Ijō nashi jako Mitsuo Teruya (TBS) (2009)
- Buzzer Beat jako Shuto Moriguchi (Fuji TV) (2009)
- Ryōmaden jako Gotō Shōjirō (NHK) (2010)
- Samurai Code jako Shinji Motoya (TV Tokyo) (2010)
- Rinne no ame jako Hiroyuki Aoki (Fuji TV) (2010)
- Nihonjin no shiranai nihongo jako Taiyō Shibuya (NTV) (2010)
- Shinjuwan kara no kikan jako Kazuo Sakamaki (NHK) (2011)
- Hatsukoi jako Jun Murakami (NHK) (2012)
- Taira no kiyomori jako Benkei (NHK) (2012)
- Doubles – Futari no keiji (odc. 1, TV Asahi) (2013)
- Meoto Zenzai (NHK) (2013)
- Miyamoto Musashi jako Denshichiro Yoshioka (TV Asahi) (2014)
- Border jako Yuma Tachibana (TV Asahi) (2014)
- Mama to papa ga ikiru riyū. jako Ken'ichi Yoshioka (TBS) (2014)
- Ishi no Mayu jako Hideaki Takano (Wowow) (2015)
- Chikaemon jako Mankichi (NHK) (2016)
- 99.9 Keiji Senmon Bengoshi jako Takahisa Marukawa (2016, 2018) TBS)
- Jimi ni sugoi! Kōetsu Girl: Kōno Etsuko jako Hachirō Kaizuka (NTV) (2016)
- Segodon jako Hisamitsu Shimazu (NHK) (2018)